# Rozz Williams

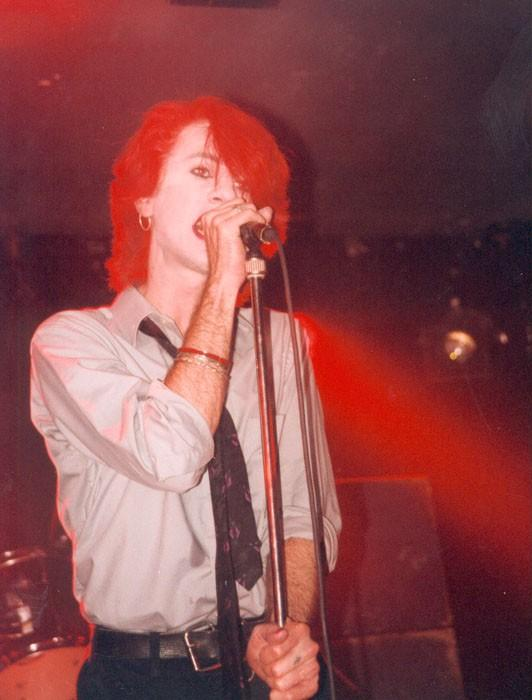
Rozz Williams

Rozz Williams (* 6. November 1963 als Roger Alan Painter in Pomona, Kalifornien; † 1. April 1998 in Los Angeles) war ein amerikanischer Sänger und Songschreiber.

## Leben
Williams wuchs mit seinen drei älteren Geschwistern (zwei Brüdern und einer Schwester) in einer Familie auf, die der Southern Baptist Convention angehörte. In seiner Teenagerzeit wurde er, anders als seine Geschwister, von der Punkrockmusikszene angezogen, die seine musikalischen Frühwerke prägte.
1979 gründete er die Death-Rock-Band Christian Death. Weitere Projekte waren Premature Ejaculation ab 1981 zusammen mit seinem Freund Ron Athey, Daukus Karota, Shadow Project und Heltir. 
Williams kämpfte seit seiner Teenagerzeit mit Alkohol- und Heroinsucht und kämpfte mit seiner Bisexualität; 1998 beging er Suizid.

## Bands und Publikationen

### Christian Death
- Deathwish (EP)
- Only Theatre Of Pain
- Catastrophe Ballet
- Ashes
- The Path Of Sorrows
- The Rage Of Angels
- Catastrophe ballet live
- The decomposition of violets (live)
- An official anthology of live bootlegs (live)
- The iron mask
- Skeleton kiss
- Spiritual cramp
- Mandylion
- Invocations 1981-1989
- Tales of innocence, a continued anthology... (live)
- Iconologia (live)
- Sleepless night (live)
- The doll's theatre (live)
- Death in detroit
- Deathmix
- The best of Christian Death
- Death Club

### Solo
- Live in Berlin
- Accept The Gift Of Sin

Spoken Word-Projekte:
- Every King A Bastard Son
- The Whorse’s Mouth

### EXP
- EXP (gleichnamige Single, nur 500 Kopien in blauem Vinyl), erschienen 1994 (Eigenproduktion von EXP), Mitglieder: Paris, Christian Omar Madrigal Izzo, Brian Carlson, Meshech Smith, Ryan Gaumer
- EXP (gleichnamiges Album), erschienen 1996 (Rozz Williams als Bassist, Gesang: Doriandra, Ryan Gaumer)

### Heltir
- Neue Sachlichkeit (1995)

### Daucus Karota
- Daucus Karota

### Premature Ejaculation
- Estimating The Time Of Death
- Anesthesia
- Necessary Discomforts (1993)
- Assertive Discipline (2003)
- Wound Of Exit

### Shadow Project
- Shadow Project (1991)
- Dreams For The Dying (1992)
- In Tuned Out Live 93 (1993)
- From The Heart (1998)

### Rozz Williams & Gitane Demone
- Dream Home Heartache (1995)

## Weitere Publikationen
- Pig (Film, 1999)
- Nico B. (Hrsg.) (1999) The Art of Rozz Williams, ISBN 978-0867194937